# Norwegia na Letnich Igrzyskach Olimpijskich 2004
Norwegię na Letnich Igrzyskach Olimpijskich 2004 reprezentowało 52 zawodników w tym 17 kobiet. Najstarszym zawodnikiem Harald Stenvaag (51 lat). Najmłodszym zawodnikiem był Alexander Dale Oen (19 lat). Reprezentacja Norwegii zdobyła 6 medali plasując się na 17. pozycji. Najwięcej medali zdobył Eirik Verås Larsen (2 medale).

## Medale
| Medal | Zawodnik                               | Dyscyplina    | Konkurencja              |
| ----- | -------------------------------------- | ------------- | ------------------------ |
| Złoto | Andreas Thorkildsen                    | Lekkoatletyka | Rzut oszczepem           |
| Złoto | Eirik Verås Larsen                     | Kajakarstwo   | K-1 1000 metrów          |
| Złoto | Gunn-Rita Dahle Flesjå                 | Kolarstwo     | Kolarstwo górskie kobiet |
| Złoto | Olaf Tufte                             | Wioślarstwo   | Jedynka                  |
| Złoto | Siren Sundby                           | Żeglarstwo    | Europa                   |
| Brąz  | Eirik Verås Larsen Nils Olav Fjeldheim | Kajakarstwo   | K-2 1000 metrów          |

## Zawodnicy

### Badminton
| Zawodnik           | Konkurencja                | Osiągnięcia                                    |
| ------------------ | -------------------------- | ---------------------------------------------- |
| Jim Ronny Andersen | Gra pojedyncza (mężczyźni) | Pokonał Pedro Yang Przegrał z Sony Dwi Kuncoro |

### Kajakarstwo
| Zawodnik                                                     | Konkurencja | Osiągnięcia                                                                        |
| ------------------------------------------------------------ | ----------- | ---------------------------------------------------------------------------------- |
| Eirik Verås Larsen                                           | K1 500m     | 1:36.905 – 1. miejsce Półfinał: 1:38.361 – 1. miejsce                              |
| Eirik Verås Larsen                                           | K1 1000m    | 3:25.150 – 1. miejsce Finał: 3:25.897 Złoty Medal                                  |
| Eirik Verås Larsen Nils Olav Fjeldheim                       | K2 1000m    | 3:09.247 – 1. miejsce Finał: 3:19.528 Brązowy Medal                                |
| Jacob Norenberg Alexander Wefald Andreas Gjersoe Mattis Nass | K4 1000m    | 2:54.894 – 4. miejsce Półfinał: 2:54.350 – 2. miejsce Finał: 3:01.698 – 5. miejsce |

### Kolarstwo
| Zawodnik          | Konkurencja                                           | Osiągnięcia              |
| ----------------- | ----------------------------------------------------- | ------------------------ |
| Gunn-Rita Dahle   | Kolarstwo górskie kobiet                              | 1:56.51 Złoty Medal      |
| Kurt Asle Arvesen | Kolarstwo szosowe mężczyzn Wyścig ze startu wspólnego | 5:41:56 – 9. miejsce     |
| Morten Hegreberg  | Kolarstwo szosowe mężczyzn Wyścig ze startu wspólnego | Nie ukończył wyścigu     |
| Thor Hushovd      | Kolarstwo szosowe mężczyzn Wyścig ze startu wspólnego | Nie ukończył wyścigu     |
| Mads Kaggestad    | Kolarstwo szosowe mężczyzn Wyścig ze startu wspólnego | Nie ukończył wyścigu     |
| Kurt Asle Arvesen | Kolarstwo szosowe mężczyzn Jazda indywidualna na czas | 1:02:21.28 – 28. miejsce |
| Thor Hushovd      | Kolarstwo szosowe mężczyzn Jazda indywidualna na czas | 1:03:10.36 – 32. miejsce |
| Anita Valen       | Kolarstwo szosowe kobiety Wyścig ze startu wspólnego  | 3:25:42 – 14. miejsce    |
| Lene Byberg       | Kolarstwo szosowe kobiety Wyścig ze startu wspólnego  | 3:33:35 – 48. miejsce    |
| Linn Torp         | Kolarstwo szosowe kobiety Wyścig ze startu wspólnego  | 3:40:43 – 53. miejsce    |
| Anita Valen       | Kolarstwo szosowe kobiety Jazda indywidualna na czas  | 34:31.94 – 22 miejsce    |

### Lekkoatletyka
| Zawodnik            | Konkurencja                                 | Osiągnięcia |
| ------------------- | ------------------------------------------- | --- |
| Marius Bakken       | Bieg na 5000 metrów mężczyzn                | 13:36.38 – 12. miejsce |
| Jim Svenoy          | Bieg na 3000 metrów z przeszkodami mężczyzn | 8:33.97 – 29. miejsce |
| Ronny Nilsen        | Rzut oszczepem                              | 73.46 m – 27. miejsce |
| Andreas Thorkildsen | Rzut oszczepem                              | 81.74 m – 8. miejsce Finał: 86.50 m Złoty Medal |
| Hans Olav Uldal     | Dziesięciobój mężczyzn                      | 7495 punktów – 27. miejsce - Bieg na 100 metrów – 11.23 s - Skok w dal – 6.99 m - Pchnięcie kulą mężczyzn – 13.53 m - Skok wzwyż – 1.85 m - Bieg na 400 metrów – 50.95 s - Bieg na 110 metrów przez płotki – 15.09 s - Rzut dyskiem – 43.01 m - Skok o tyczce – 4.50 m - Bieg na 1500 metrów – 4:41.70 - Rzut oszczepem – 0 |
| Trond Nymark        | Chód na 50 km mężczyzn                      | 3:53.20 – 13. miejsce |
| Trine Pilskog       | Bieg na 1500 metrów                         | 4:08.61 – 28. miejsce |
| Stine Larsen        | Maraton Kobiet                              | 2:39:55 – 24. miejsce |
| Kjersti Plätzer     | Chód na 20 km kobiet                        | 1:30.49 – 12. miejsce |

### Pływanie
| Zawodnik           | Konkurencja                | Osiągnięcia           |
| ------------------ | -------------------------- | --------------------- |
| Alexander Dale Oen | 100 metrów stylem zmiennym | 1:02.25 – 21. ogólnie |

### Podnoszenie ciężarów
| Zawodnik       | Konkurencja         | Osiągnięcia          |
| -------------- | ------------------- | -------------------- |
| Stian Grimseth | waga powyżej 105 kg | nie ukończył zawodów |

### Siatkówka
| Zawodnik                          | Konkurencja            | Osiągnięcia |
| --------------------------------- | ---------------------- | --- |
| Bjorn Maaseide Iver Horrem        | Piłka plażowa mężczyzn | Przegrana z Ricardem Santos i Emanuelem Rego (Brazylia) (15 – 21, 21 – 19, 10 – 15) Wygrana z Dax Holdren i Steinem Metzger (Stany Zjednoczone) (16 – 21, 22 – 20, 15 – 9) Przegrana z Andrew Schacht i Joshua Slack (Australia) (18 – 21, 17 – 21)                                                                                         |
| Vegard Hoidalen Jorre Kjemperud   | Piłka plażowa mężczyzn | Przegrana z Björnem Berg i Simonem Dahl (Szwecja) (13 – 21, 18 – 21) Wygrana z Ramonem Hernández i Raúlem Papaleo (Portoryko) (18 – 21, 21 – 19, 15 – 10) Wygrana z Marcusem Dieckmann i Jonasem Reckermann (Niemcy) (22 – 24, 26 – 24, 15 – 13) 2 runda Przegrana z Ricardem Santos i Emanuelem Rego (Brazylia) (15 – 21, 21 – 19, 6 – 15) |
| Nila Hakedal Ingrid Torlen        | Piłka plażowa kobiet   | Wygrana z Susanne Lahme i Danją Müsch (Niemcy) (13 – 21, 21 – 17, 15 – 12) Przegrana z Aną Connelly i Sandrą Pires (Brazylia) (18 – 21, 19 – 21) Przegrana z Ethalią Koutroumanidou i Vasiliki Arvaniti (Gracja) (11 – 21, 23 – 21, 12 – 15)                                                                                                |
| Kathrine Maaseide Susanne Glesnes | Piłka plażowa kobiet   | Przegrana z Guylaine Dumont i Annie Martin (Kanada) (19 – 21, 27 – 29) Wygrana z Nicole Schnyder-Benoît i Simone Kuhn (Szwajcaria) (21 – 18, 17 – 21, 15 – 13) Przegrana z Holly McPeak i Elaine Youngs (Stany Zjednoczone0 (14 – 21, 14 – 21)                                                                                              |

### Strzelectwo
| Zawodnik           | Konkurencja                             | Osiągnięcia                                                                   |
| ------------------ | --------------------------------------- | ----------------------------------------------------------------------------- |
| Espen Berg-Knutsen | Karabin małokalibrowy trzy postawy 50 m | 1156 punktów (leżąc: 399 pkt, stojąc: 374 pkt, klęcząc: 383 pkt.) 22. ogólnie |
| Harald Stenvaag    | Karabin małokalibrowy trzy postawy 50 m | 1149 punktów (leżąc: 396 pkt, stojąc: 368 pkt, klęcząc: 385 pkt) 30. ogólnie  |
| Espen Berg-Knutsen | Karabin małokalibrowy leżąc 50 m        | 592 punktów – 16. ogólnie                                                     |
| Harald Stenvaag    | Karabin małokalibrowy leżąc 50 m        | 592 punktów – 16. ogólnie                                                     |
| Espen Berg-Knutsen | Karabin pneumatyczny 10 m               | 584 punktów – 41. ogólnie                                                     |
| Leif Rune Rolland  | Karabin pneumatyczny 10 m               | 592 punktów – 18. ogólnie                                                     |
| Harald Jensen      | Rzutki – skeet                          | 122 punktów – 6. ogólnie Finał: 23 pkt – 6. ogólnie                           |
| Erik Watndal       | Rzutki – skeet                          | 121 punktów – 8. ogólnie                                                      |

### Taekwondo
| Zawodnik     | Konkurencja          | Osiągnięcia                                                                       |
| ------------ | -------------------- | --------------------------------------------------------------------------------- |
| Nina Solheim | waga do 67 kg kobiet | Wygrana z Sandrą Šarić (Chorwacja) (5-2) Ćwierćfinał: Przegrana z Luo Wei (Chiny) |

### Wioślarstwo
| Zawodnik                                   | Konkurencja | Osiągnięcia                                                         |
| ------------------------------------------ | ----------- | ------------------------------------------------------------------- |
| Olaf Tufte                                 | Jedynka     | 7:12.53 – kwalifikacja Półfinał: 6:50.55 Finał: 6:49.30 Złoty Medal |
| Nils-Torolv Simonsen Morten Gundro Adamsen | Dwójka      | 6:45.26 – kwalifikacja Półfinał: 6:14.69 6:37.25 – 7. ogólnie       |

### Zapasy
| Zawodnik    | Konkurencja          | Osiągnięcia                                                                                         |
| ----------- | -------------------- | --------------------------------------------------------------------------------------------------- |
| Fritz Aanes | Styl klasyczny 84 kg | Przegrana z Dimitrios Awramis (Grecja) (1-5) Przegrana z Behruz Dżamszidi (0 – 3; 6:10) 15. ogólnie |

### Żeglarstwo
| Zawodnik                                                     | Konkurencja    | Osiągnięcia               |
| ------------------------------------------------------------ | -------------- | ------------------------- |
| Jannicke Stålstrøm                                           | Windsurfing    | 107 punktów – 11. ogólnie |
| Siren Sundby                                                 | Europa kobiet  | 47 punktów Złoty Medal    |
| Karianne Eikeland Beate Kristiansen Lise Birgitte Fredriksen | Yngling kobiet | 85 punktów – 9. ogólnie   |
| Peer Moberg                                                  | Laser          | 198 punktów – 21. ogólnie |
| Christoffer Sundby Frode Bovim                               | 49er           | 88 punktów – 4. ogólnie   |